# Apazapan
Apazapan là một đô thị thuộc bang Veracruz, México. Năm 2005, dân số của đô thị này là 3534 người.